# Sunset Shimmer
(Sunset a Twilight Sparkle)
Sunset Shimmer è un pony unicorno femmina, principale antagonista del lungometraggio animato My Little Pony - Equestria Girls (spin-off della serie televisiva My Little Pony - L'amicizia è magica) e personaggio principale nei film successivi e negli episodi speciali.

## Aspetto
Sunset, nella sua naturale forma di unicorno, è contraddistinta da un manto giallo pallido, criniera e coda rosse e gialle e occhi azzurro ciano. Il suo cutie mark rappresenta un sole splendente, anch'esso di colore rosso e giallo.
Essendosi stabilita in un mondo parallelo, tuttavia, Sunset si trova ormai costantemente in forma umana, con l'aspetto di una ragazza liceale.
Il suo design è ispirato a quello del pony della terza generazione Sunshimmer.

## Storia
Sunset, in passato allieva di Princess Celestia, decide di abbandonare i suoi studi dopo aver capito che non avrebbe ottenuto il potere desiderato nei tempi da lei previsti. In seguito, tramite uno specchio magico custodito inizialmente a Canterlot e poi nel castello di Princess Cadance, abbandona Equestria per raggiungere un altro mondo abitato da esseri umani, dove si ritrova trasformata in ragazza e priva di magia. Entrata come studentessa nella scuola superiore Canterlot High, Sunset diventa in breve tempo temuta dall'intero corpo studentesco, esercitando la propria indiscussa volontà (ad esempio guadagnando per tre anni di fila il titolo incontestato di regina del ballo autunnale).
All'inizio di Equestria Girls, ossia qualche anno dopo questi avvenimenti, Sunset decide di attraversare di nuovo il portale per impadronirsi dell'Elemento dell'armonia della magia – una corona incastonata con una gemma – rubandolo a Twilight Sparkle (nel frattempo giunta temporaneamente all'Impero di Cristallo). Colta nel bel mezzo del misfatto, Sunset riesce a rifugiarsi di nuovo nel mondo umano, dove si reca anche Twilight per recuperare la corona. Dopo una serie di peripezie, Sunset riesce a mettere le mani sull'Elemento e a sfruttarlo per trasformarsi in una creatura demoniaca alata. Con i suoi nuovi poteri, Sunset riesce brevemente a controllare le menti degli studenti della Canterlot High con l'intento di formare un esercito per impadronirsi di Equestria, ma viene fermata da Twilight e dalle sue nuove amiche umane. A questo punto, Sunset prende coscienza delle proprie malefatte e si dichiara pentita, quindi Twilight, prima di tornare a Equestria, chiede alle proprie amiche d'insegnarle il valore dell'amicizia.
Malgrado il suo cambiamento, Sunset continua a essere mal vista nella Canterlot High a causa degli avvenimenti passati, tranne che dalle amiche di Twilight. Nel corso della "Battaglia delle band", organizzata su suggerimento delle Dazzlings, Sunset si rivela di fondamentale importanza per mantenere unito il gruppo di amiche, chiamato "The Rainbooms", e permettere loro di contrastare e infine fermare l'ascesa al potere delle tre sirene. Questo le vale la fiducia degli altri studenti, ormai pronti a perdonare le sue colpe passate, per quanto Sunset stessa continui a sentirne il peso.
Nel corso dei Chroniathlon organizzati tra la Canterlot High e la Crystal Prep Academy, Sunset viene incaricata dalla vicepreside Luna di tenere a bada la magia di Equestria, che è ancora presente nelle sue amiche, per non compromettere la posizione della scuola all'interno dei giochi. Sunset, inizialmente frustrata per gli scarsi progressi delle sue ricerche in merito alla magia — così imprevedibile rispetto a quella a cui era abituata in Equestria — s'imbatte nel frattempo nella controparte umana di Twilight Sparkle, una studentessa della Crystal Prep altrettanto intenta ad analizzare i fenomeni magici che coinvolgono le amiche di Sunset. Quando questa Twilight viene infine corrotta dalla stessa magia e trasformata in una creatura oscura e minacciosa, Sunset riesce a farla tornare in sé, trasformandosi ella stessa in una creatura angelica e convincendola a non commettere il suo stesso sbaglio; nel farlo, comprende finalmente che la magia nelle proprie amiche si attiva quando esse mostrano la propria parte più vera.
Nel corso di una gita scolastica al campeggio Camp Everfree, Sunset ottiene, come le sue amiche, poteri magici derivati da una pietra magica rossa, che le conferisce l'abilità di leggere la mente e i ricordi di una persona con cui si trovi in contatto fisico. Questi poteri aiuteranno Sunset a far luce, tra le altre cose, sui casi di Gloriosa Daisy, Juniper Montage e Wallflower Blush.

## Carattere
Sunset si presenta inizialmente come una ragazza dal carattere arrogante, irascibile e molto dominante, al punto da suscitare il terrore in tutti gli studenti della Canterlot High School. Tanto astuta quanto meschina, non esita a ricorrere a colpi bassi pur di mettere in ridicolo Twilight e metterle i bastoni fra le ruote.
Dopo essersi resa conto dei propri errori, il carattere di Sunset subisce un cambiamento radicale. Alle sue caratteristiche intelligenza e passionalità, Sunset unisce ora una rinnovata curiosità, una maggiore empatia e una certa dose d'ironia. L'insicurezza che la pervade nel corso di Rainbow Rocks viene infine rimpiazzata da una nuova fiducia in se stessa, che le permetterà anche di trasformarsi parzialmente in pony grazie alla magia di Equestria rimasta in lei (e nelle sue amiche) dopo gli eventi di Equestria Girls e di sentirsi perciò a tutti gli effetti membro del gruppo. Questa appartenenza viene riaffermata e amplificata in Friendship Games, dove Sunset gioca un ruolo cruciale per riportare sotto controllo la magia oscura impadronitasi di Twilight Sparkle (l'umana), dimostrando di essere ormai pronta a sfruttare a fin di bene le proprie doti di leadership, nonché l'esperienza maturata dai propri sbagli del passato.
In Legend of Everfree Sunset è l'unica a conoscenza dei travagli di Twilight, convinta che la propria versione oscura abiti ancora in lei e sia pronta a riemergere, ed è colei che la spinge a non avere paura di adoperare liberamente la propria magia, assicurandole che lei e le sue amiche sarebbero sempre state al suo fianco per proteggerla.
Ishi Rudell, co-regista di Rainbow Rocks e regista di Friendship Games e Legend of Everfree, ha affermato che Sunset Shimmer rappresenta (nell'universo di Equestria Girls) il settimo Elemento dell'armonia, l'empatia.

## Abilità
Princess Celestia afferma che Sunset è stata sua allieva in passato, il che suggerisce che Sunset sia molto portata per l'uso della magia, analogamente a Twilight Sparkle. Durante il suo breve ritorno a Equestria, Sunset dimostra di padroneggiare il teletrasporto (oltre alla basilare levitazione), anche se il tempo trascorso nel mondo umano l'ha disabituata all'utilizzo della magia.
Sunset suona la chitarra elettrica, sa cantare e guidare la moto, inoltre sembra essere particolarmente dotata in matematica e nelle scienze.